# 慕尼黑卡尔广场车站
慕尼黑卡尔广场车站（德語：Bahnhof München-Karlsplatz），地鐵站名卡爾廣場站（德語：Karlsplatz）是一座慕尼黑地铁4和5号线和快轨位于莱赫尔的一座车站，位于卡尔广场。这个车站也是一个非常繁忙的换乘车站。站名来自于不得人心的巴伐利亚选帝侯——卡爾·泰奧多爾。